# Polyrhachis abnormis

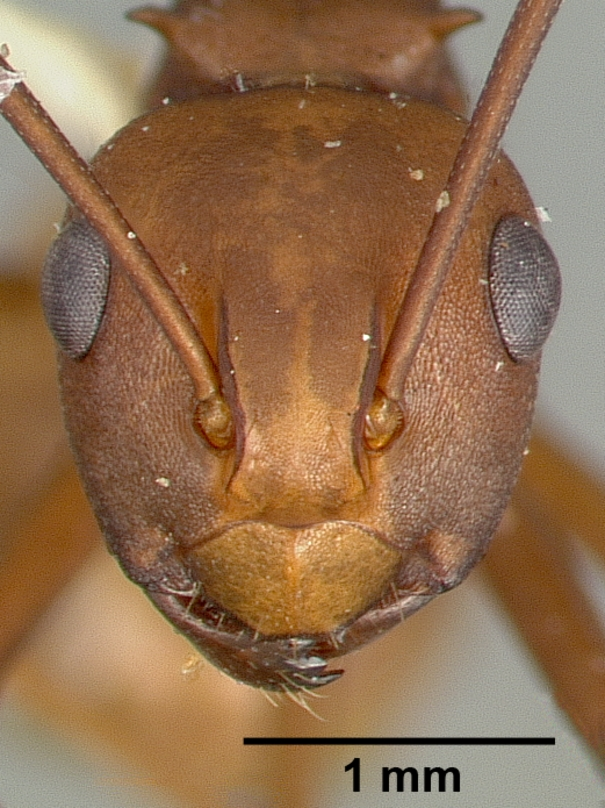
Cabeça da Polyrhachis abnormis.

Polyrhachis abnormis é uma espécie de formiga do gênero Polyrhachis, pertencente à subfamília Formicinae. O artrópode é originário da Nova Guiné.